# Chinedu Ikedieze
Chinedu Ikedieze, né le 12 décembre 1977 à Bende est un acteur, entrepreneur nigérian et investisseur en série. Il est surtout connu pour avoir joué aux côtés d'Osita Iheme dans la plupart des films après leur percée en tant que duo dans le film Aki na Ukwa en 2002. Il a joué dans plus de 150 films au cours d'une carrière de plus de 20 ans. Il a joué le rôle d'un enfant dans la plupart de ses films au début de sa carrière en raison de sa stature et de son apparence physique. Il est connu sous le nom d'Aki pour sa performance dans le film Aki na Ukwa. En 2011, il a épousé la créatrice de mode Nneoma Nwaijah et le couple a eu son premier enfant en 2012,.

## Carrière
Chinedu a fait ses études primaires et secondaires à Aba, dans l'État d'Abia. Après avoir terminé ses études secondaires, il a obtenu un diplôme national supérieur (HND) en arts du théâtre et un diplôme en communication de masse à l'Institute of Management and Technology, Enugu (IMT). Après avoir terminé ses études à l'IMT, il voulait initialement devenir avocat, mais a poursuivi sa carrière d'acteur de cinéma en 1998 et a d'abord joué de petits rôles. En 2004, il s'inscrit à la prestigieuse New York Film Academy,.

### Chimie avec Osita Iheme
Il est entré dans l'industrie de Nollywood en 2000 et s'est fait connaître dans un film nigérian auquel il a participé en 2002, Aki na Ukwa, où il a joué le rôle principal d'Aki aux côtés d'un autre acteur de petite taille, Osita Iheme, ce qui a créé un lien entre eux. Le duo a été populairement identifié comme "Aki et Paw Paw" depuis la sortie du film en 2002 et depuis, ils ont joué ensemble dans plusieurs films en prenant les rôles principaux dans ces films. Chinedu et Osita entretiennent une chimie à l'écran et hors de l'écran qui est largement saluée par la fraternité de Nollywood.

## Honneur
En 2007, Ikedieze a reçu le prix pour l'ensemble de sa carrière lors des African Movie Academy Awards. Il a également été honoré de l'Ordre de la République fédérale qui lui a été remis par le président nigérian de l'époque, Goodluck Jonathan, pour ses contributions à Nollywood et à la croissance économique du pays.
En 2018, il a été honoré à Miami, en Floride, aux États-Unis d'Amérique, en tant que visiteur distingué de la ville de Miami, en Floride. En guise de remerciement, il a déclaré : "Du fond de mon cœur, je dis merci à Miami-Dade, au bureau du maire du pays et aux commissaires du comté pour m'avoir honoré en tant que visiteur distingué de la ville de Miami, en Floride. Vous venez de me donner une clé pour plus de succès dans la vie. Il a donc encouragé chacun à croire en soi si le monde croit en lui.

## Héritage

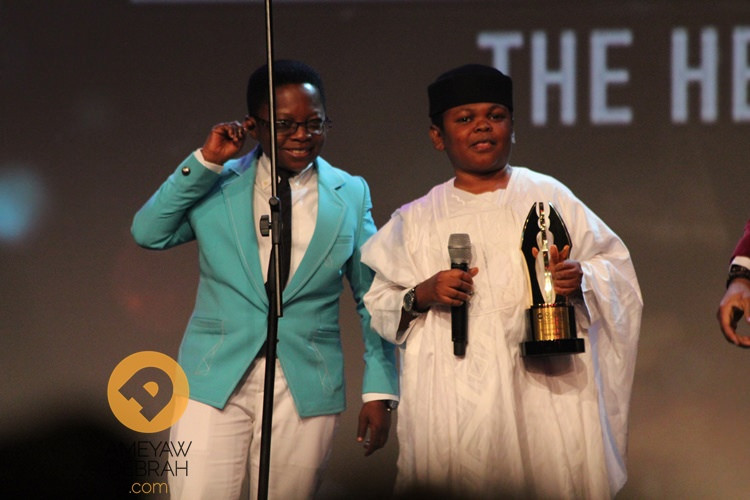
Aki et Paw Paw.

Sa performance aux côtés de son collègue acteur de petite personne Osita Iheme dans le film Aki na Ukwa de 2002 fait encore beaucoup parler de lui et le duo, en particulier le personnage d'Osita, est devenu tendance à travers des mèmes depuis 2019 sur Twitter et d'autres plateformes des réseaux sociaux dans le monde. Osita est répertorié comme l'un des acteurs les plus riches du Nigeria,,. 